# Saint-Germain-des-Bois (Nièvre)
Saint-Germain-des-Bois ist eine französische Gemeinde mit 117 Einwohnern (Stand 1. Januar 2022) im Département Nièvre in der Region Bourgogne-Franche-Comté (vor 2016 Bourgogne). Sie gehört zum Arrondissement Clamecy und zum Kanton Clamecy.

## Geographie
Saint-Germain-des-Bois liegt am Beuvron, etwa 48 Kilometer südsüdwestlich von Auxerre. Zu Saint-Germain-des-Bois gehören die Ortsteile Cervenon und Thurigny. Nachbargemeinden von Saint-Germain-des-Bois sind Ouagne im Nordwesten und Norden, Amazy im Osten, Tannay im Osten und Südosten, Talon im Südosten und Süden, Beuvron im Südwesten und Westen sowie Cuncy-lès-Varzy im Westen.
Die Gemeinde liegt an der Via Lemovicensis, einem der vier historischen „Wege der Jakobspilger in Frankreich“.

## Bevölkerungsentwicklung
| Jahr                       | 1962 | 1968 | 1975 | 1982 | 1990 | 1999 | 2006 | 2011 | 2020 |
| Einwohner                  | 174  | 172  | 141  | 112  | 107  | 103  | 108  | 133  | 124  |
| Quellen: Cassini und INSEE |      |      |      |      |      |      |      |      |      |

## Sehenswürdigkeiten
- Kirche Saint-Germain

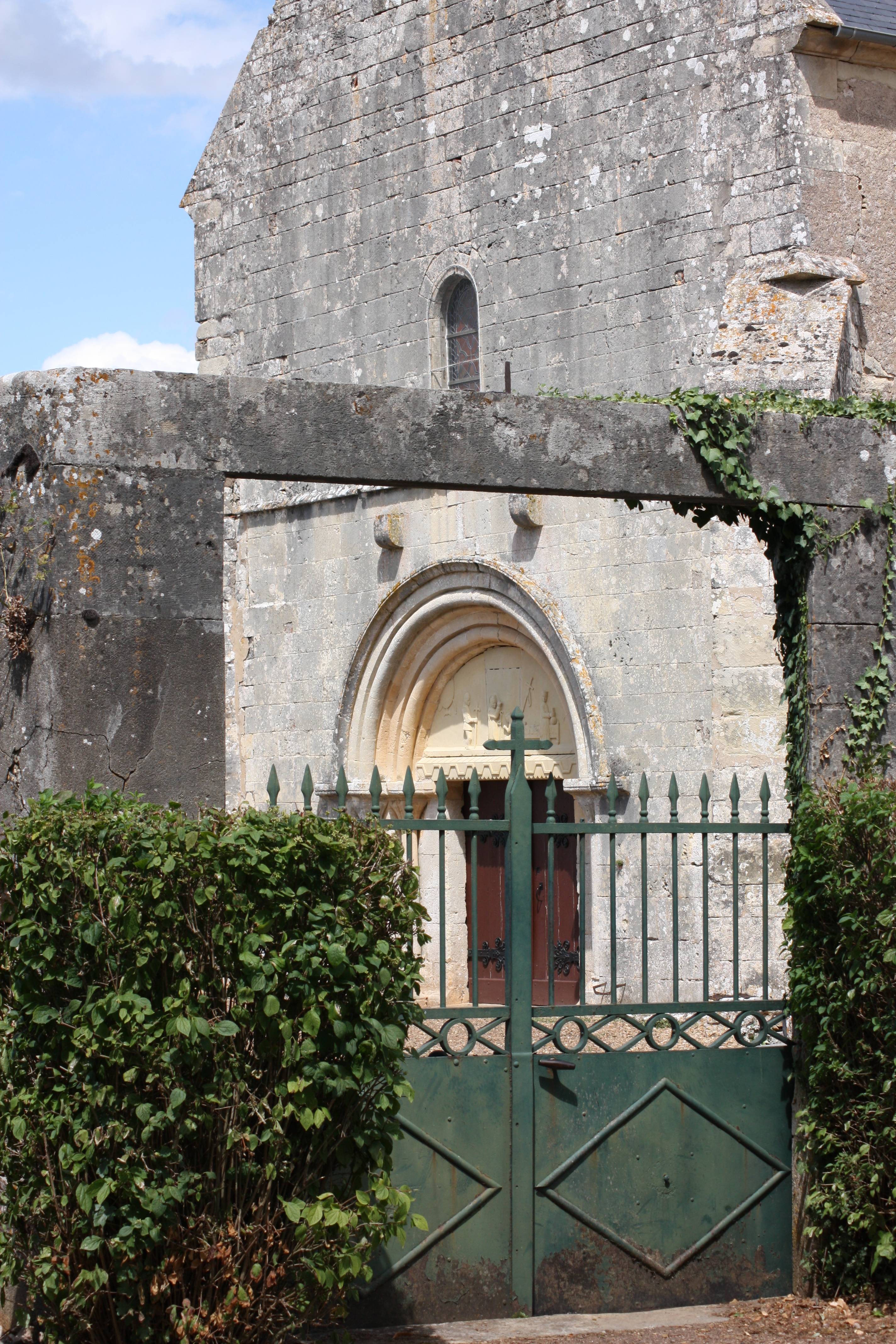
Eingang zur Kirche Saint-Germain
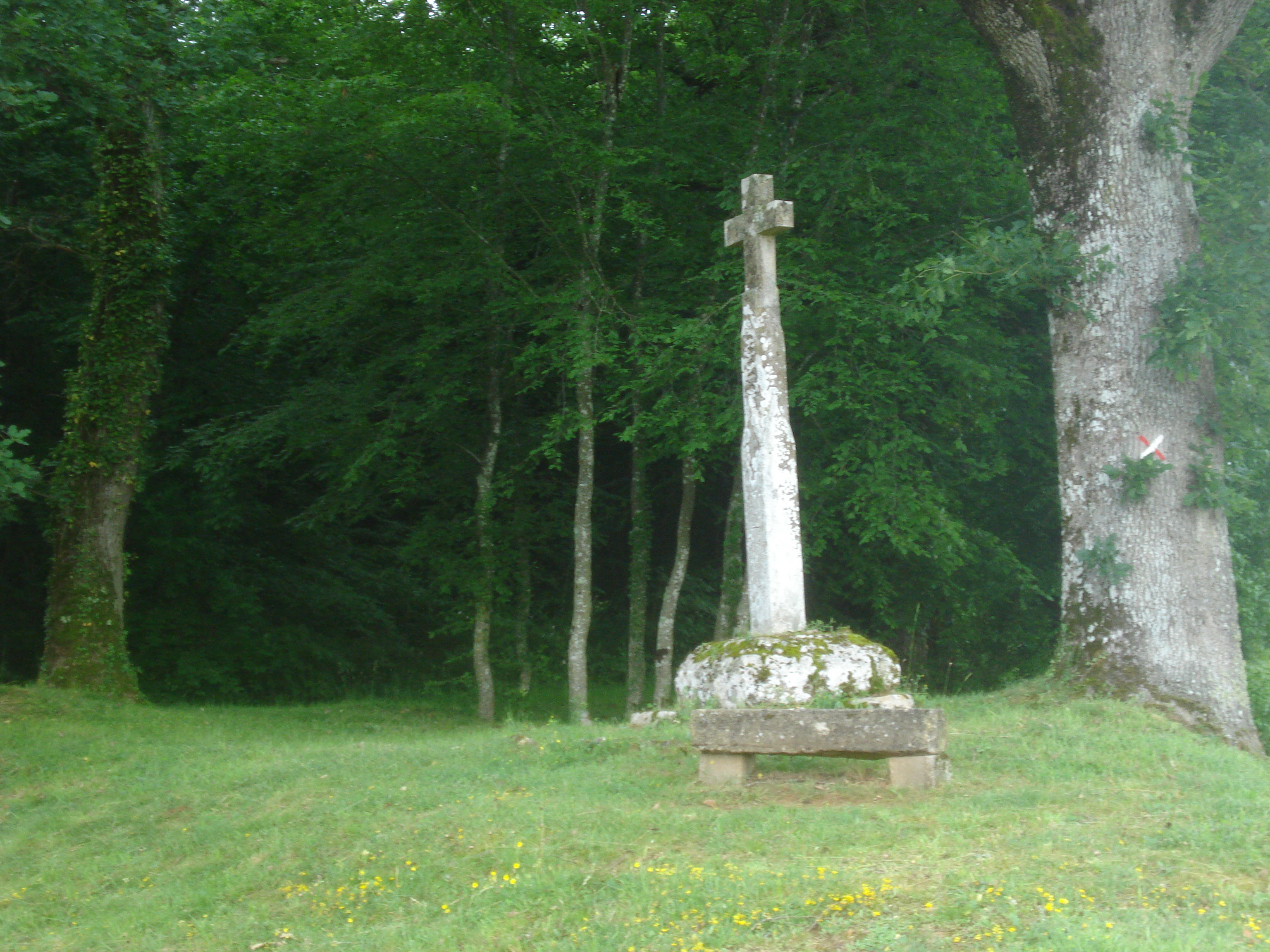
Wegkreuz
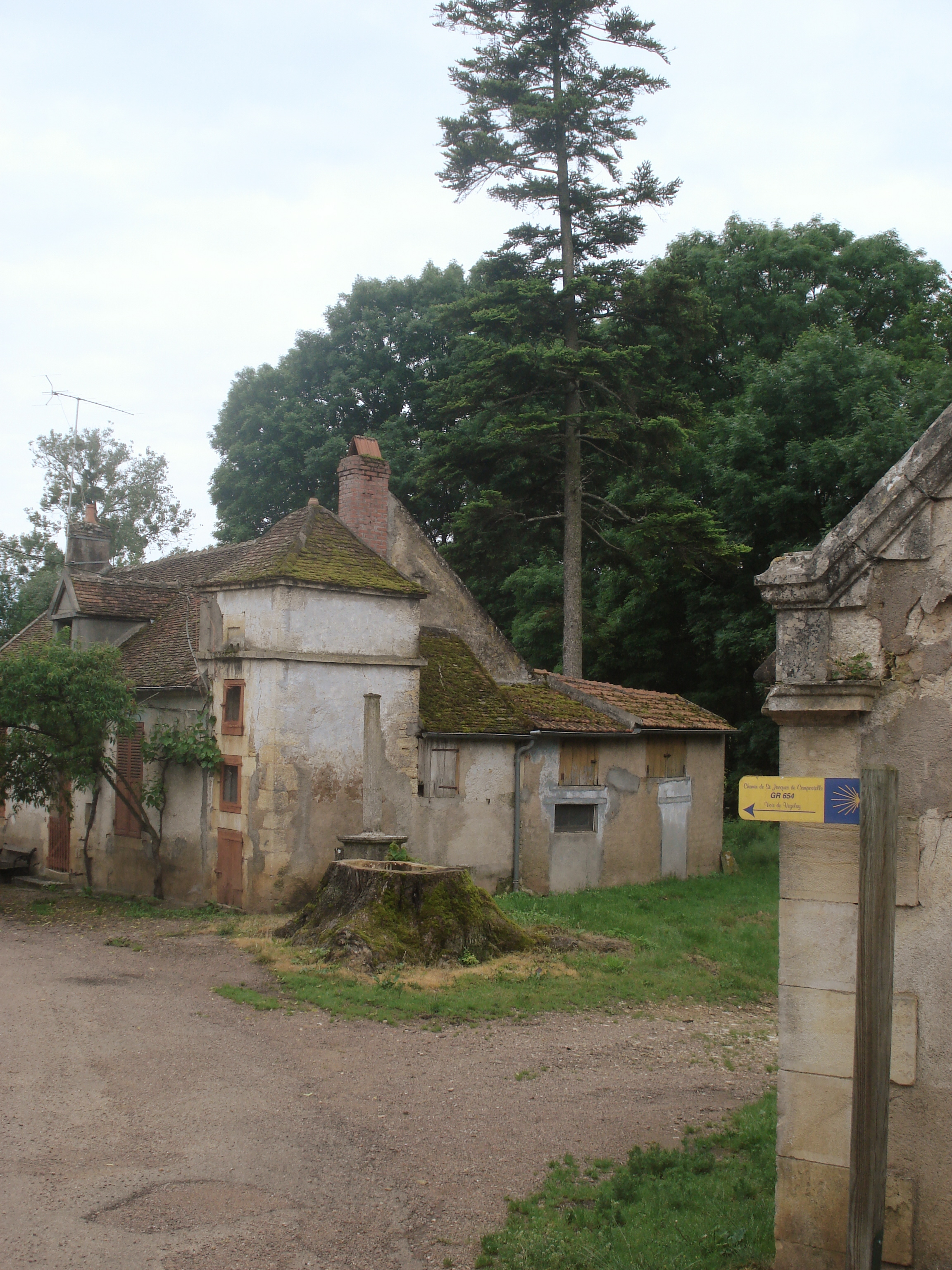
Abschnitt des Jakobsweges im Ortsteil Thurigny
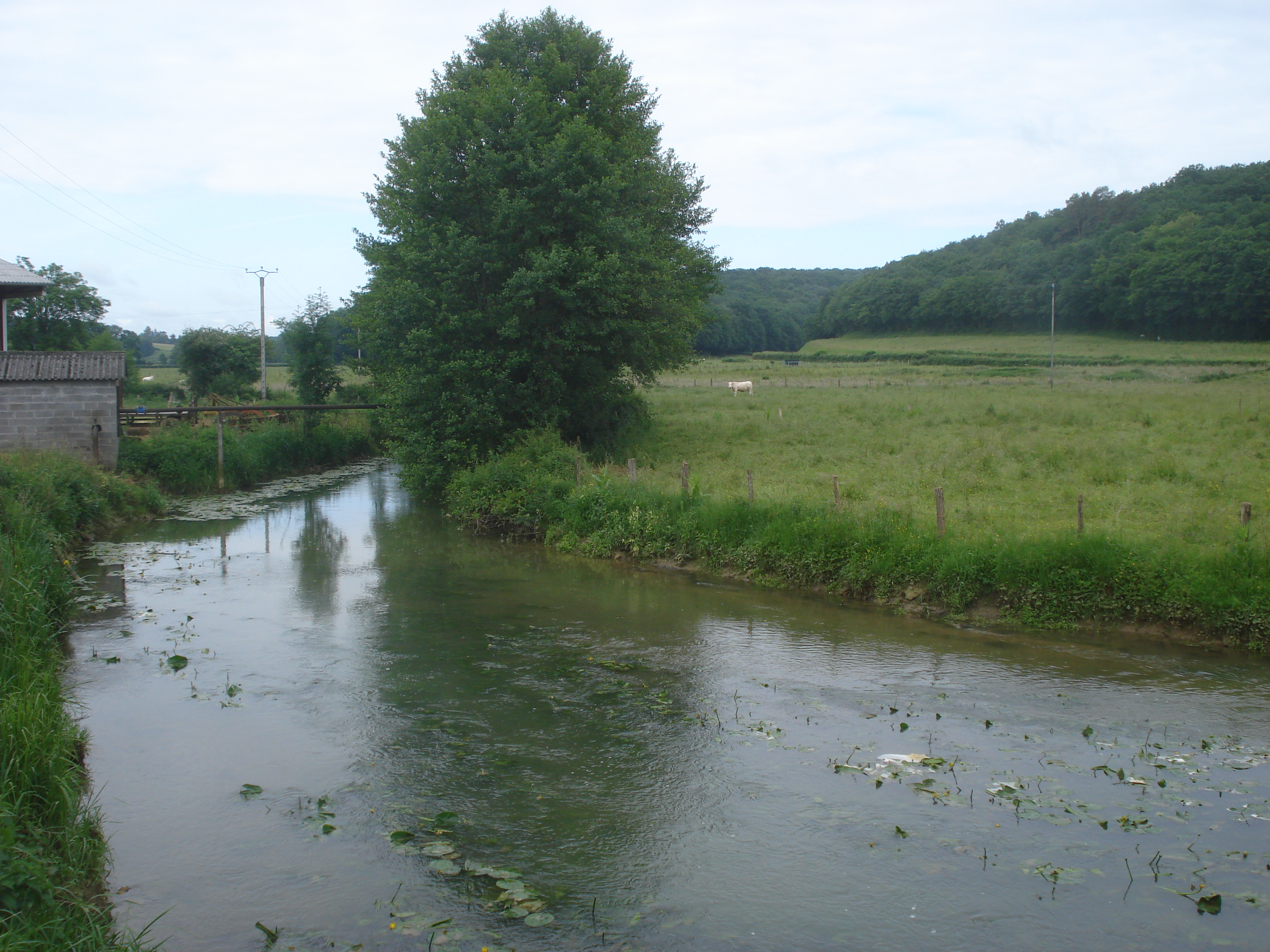
Der Beuvron im Ortsteil Thurigny